# 足球 (馬匹)
足球（英語：Football），生於英國，是已退役香港競賽馬匹，練馬師為鄭棣池，馬主為劉耀柱，曾經於1981/1982馬季成為香港馬王。

## 簡介
足球在服役期間出賽49次，共取得7冠2亞4季，曾勝出1982年香港打吡大賽、香港金盃，取得獎金105萬港元。